# Oberwinstetten
Oberwinstetten ist ein Gemeindeteil der Großen Kreisstadt Dinkelsbühl im Landkreis Ansbach (Mittelfranken, Bayern). Oberwinstetten liegt in der Gemarkung Wolfertsbronn.

## Geographie
Der Weiler liegt mit dem Flurgebiet Egert auf einer Anhöhe, die gegen Westen abfällt ins Tal des Wolfertsbronner Bachs, einem linken Zufluss der Rotach, und gegen Norden beim Kesselholz ins Tal des Kesselgrabens. Im Südwesten liegt das Waldgebiet Brand, im Südosten liegen das Kirch- und das Schlagholz. Eine Gemeindeverbindungsstraße führt nach Wolfertsbronn zur Staatsstraße 2220 (1,6 km nordwestlich) bzw. nach Unterwinstetten (0,5 km östlich).

## Geschichte
Die Fraisch über Oberwinstetten war strittig zwischen dem oettingen-spielbergischen Oberamt Mönchsroth und der Reichsstadt Dinkelsbühl. Die Dorf- und Gemeindeherrschaft hatte die Reichsstadt Dinkelsbühl. Der Ort bildete mit Unterwinstetten eine Realgemeinde. Gegen Ende des 18. Jahrhunderts gab es 4 Anwesen und 1 Gemeindehirtenhaus. Grundherr über alle Anwesen war die Reichsstadt Dinkelsbühl (Dreikönigspflege: 2 halbe Güter; Ratsamtspflege: 2 halbe Güter).
Im Jahr 1809 wurde Oberwinstetten infolge des Gemeindeedikts dem Steuerdistrikt Segringen und der Ruralgemeinde Wolfertsbronn zugeordnet. Am 1. Januar 1971 wurde Oberwinstetten im Zuge der Gebietsreform in Bayern nach Dinkelsbühl eingegliedert.

### Ehemaliges Baudenkmal
- Der den beiden Bauernhäusern Nr. 2 und 3 (um 1900) gemeinsame Hof wird rückwärtig geschlossen durch einen quer gestellten, gestreckten Scheunenbau des mittleren 19. Jahrhunderts: massiv, verputzt, mit vier korbbogigen Traufseittoren. An der zu Nr. 3 gehörigen Hälfte Inschriftentafel „JAL“ (= Johann Andreas Lechler) „1862“.[9]

### Einwohnerentwicklung
| Jahr      | 001818 | 001840 | 001861 | 001871 | 001885 | 001900 | 001925 | 001950 | 001961 | 001970 | 001987 |
| Einwohner | 30     | 24     | 33     | 37     | 27     | 32     | 31     | 39     | 16     | 17     | 21     |
| Häuser    | 7      | 5      |        |        | 6      | 5      | 5      | 4      | 4      |        | 4      |
| Quelle    | [ 11 ] | [ 12 ] | [ 13 ] | [ 14 ] | [ 15 ] | [ 16 ] | [ 17 ] | [ 18 ] | [ 19 ] | [ 20 ] | [ 1 ]  |

## Religion
Der Ort ist seit der Reformation evangelisch-lutherisch geprägt und bis heute nach St. Vinzenz (Segringen) gepfarrt. Die Katholiken sind nach St. Georg (Dinkelsbühl) gepfarrt.